# Нусаи (район)

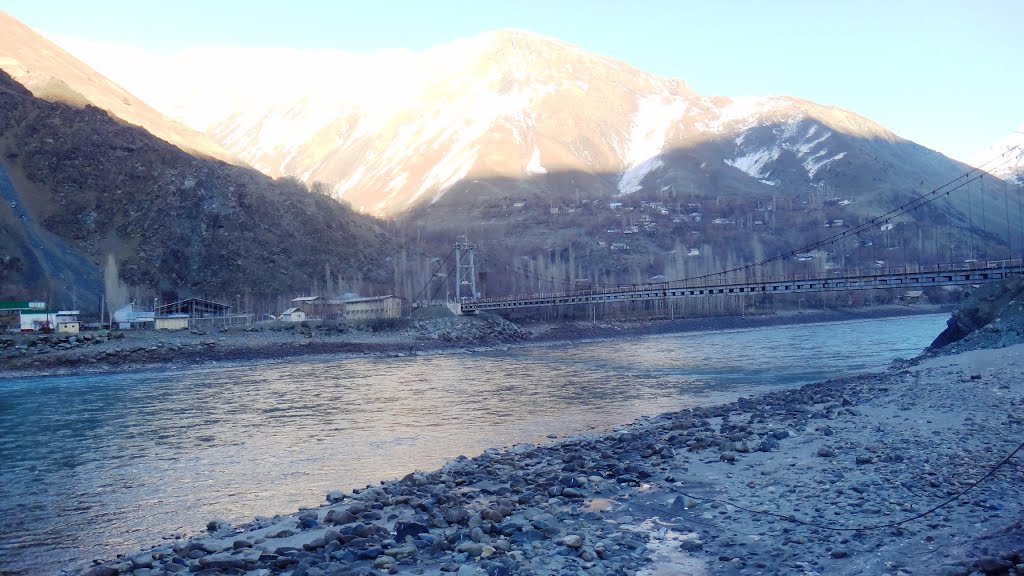
Мост дружбы между Афганистаном и Таджикистаном,Калаи-Хумб-Нусаи.

Нусаи, Нусаинский район, Шахрестан Нусаи дари شهرستان نسَی), Дарваз-и Бала — административный район на севере афганской провинции Бадахшан.
Административный центр — посёлок Нусаи.

## География
Нусаи располагается на севере провинции Бадахшан, с севера граничит с Таджикистаном, с юга граничит с афганскими районами Шикаи, Куф-Аб и Маймаи.

## Демография
Население на 2002 год составляло 11 000 (по данным переписи населения), на 2019 год — 25 722 жителя (по официальной статистике).